# Holiness Union Church
Holiness Union Church är Evangeliska Frikyrkans systerkyrka i Swaziland.
Kyrkans huvudkontor och de flesta församlingarna finns i norra delen av Hhohho-regionen, nära gränsen till Sydafrika.
Grundad av missionärer från Helgelseförbundet, varifrån man fått sitt namn.
Medlem av Swaziland Conference of Churches.